# Tentative de coup d'État de 1989 en Haïti
 (mai 2023).
La tentative de coup d'État de 1989 en Haïti est une tentative de coup d'État militaire sans effusion de sang survenue en Haïti du 1er au 2 avril 1989, lorsqu'un groupe d'officiers de l'armée rebelle a tenté de renverser le gouvernement militaire du lieutenant-général Prosper Avril,.

## Tentative de coup d'État
La tentative de coup d'État, qui comprenait des coups de feu près du Palais national, aurait été organisée par le colonel Himmler Rebu, commandant du bataillon d'élite des Léopards (stationné à Pétion-Ville, près de la capitale Port-au-Prince). La tentative a été déjouée par les troupes loyalistes, qui ont sauvé Avril alors qu'il était chassé par des soldats rebelles vers l'aéroport de Port-au-Prince, pour être déporté vers la République dominicaine voisine.